# 15 Eunomia
A 15 Eunomia kisbolygó az S típusú színképpel rendelkező kisbolygók egyike, melyet azonban később átsoroltak a V típusú kisbolygók közé. Annibale de Gasparis fedezte föl 1851. július 29-én.

## Alakja és színképi jellemzői
Kissé megnyúlt alakú, de 357×255×212 km-es ellipszoiddal közelíthető égitest, a legnagyobb méretű S típusú kisbolygó. Felszínét változatos ásványvilág borítja a színképi mérések alapján, melyen a szilikátok és fémes vasnikkel a két fő összetevő. A színképi jellemzők kalcium-gazdag piroxénre – egy kisebb területen, - és egy kiterjedt folton olivines anyagtakaróra utalnak (Reed et al, 1997).
Mindezek a jellemzők arra utalnak, hogy a kisbolygó egy differenciálódott égitest. Ahogy a kondritok bemutatásánál is olvashatjuk, a radioaktív hőtermelés fölmelegítette a nagyobb méretű kisbolygókat is, melyekben differenciálódás zajlott le. Az Eunomia családba tartozó pályájú kisbolygók az ütközések hatására szétesett égitest darabjai lehetnek. Az Eunomia lehet a legnagyobb központi mag az égitestből, amelyről az ütközések lehántották a kérget és a köpeny egy részét is. Vannak azonban olyan modellszámítások is, melyek szerint az ütközések során szétesett anyaégitest állt ismét össze a ma megfigyelhető kisbolygóvá.

## Külső hivatkozások
- Modell az Eunomia alakjáról Archiválva 2015. november 5-i dátummal a Wayback Machine-ben
- Orbital simulation from JPL (Java) / Ephemeris